# Список видов, занесённых в Красную книгу Ярославской области
Список видов, занесённых в Красную книгу Ярославской области, изданную в 2004 году. В Красную книгу Ярославской области попали 14 видов грибов, 173 вида растений и 172 вида животных. Классификация приведена по изданию.

## ЦарствоГрибы/ Fungi
Отдел Базидиомицеты / Basidiomycota
- Класс Базидиомицеты / Basidiomycetes
  - Порядок Агариковые / Agaricales
    - Семейство Агариковые / Agaricaceae
      1. Лепиота луговая / Lepiota oreadiformis Velen. [=Lepiota laevigata (J. Lange) J. Lange = Lepiota pratensis (Fr.) Rea]

    - Семейство Плютеевые / Pluteaceae
      1. Плютей петасатус / Pluteus petasatus (Fr.: Fr.) Gill.

    - Семейство Рядовковые / Tricholomataceae
      1. Трихолома опоясанная, рядовка опоясанная / Tricholoma cingulatum (Almfelt ex Fr.: Fr.) Jacob.

  - Порядок Болетовые / Boletales
    - Семейство Болетовые / Boletaceae
      1. Дубовик оливково-бурый, дубовик обыкновенный, болет грязно-бурый, поддубник / Boletus luridus (Schaeff.: Fr.) Fr.
      2. Осиновик белый, подосиновик белый / Leccinum percandidum (Vassilk.) Watling

    - Семейство Гиродоновые / Gyrodontaceae
      1. Гиропорус каштановый, каштановый гриб, каштановик / Gyroporus castaneus (Bull.: Fr.) Que, l.
      2. Гиропорус синеющий, синяк / G. cyanescens (Bull.: Fr.) Que, l.

  - Порядок Весёлковые / Phallales
    - Семейство Весёлковые, или Фаллюсовые / Phallaceae
      1. Мутинус Равенеля / Mutinus ravenelii (Berk. et Curtis) E. Fischer

  - Порядок Ганодермовые / Ganodermatales
    - Семейство Ганодермовые / Ganodermataceae
      1. Ганодерма блестящая, лакированный трутовик / Ganoderma lucidum (M. A. Curtis: Fr.) P. Karst.

  - Порядок Герициевые / Hericiales
    - Семейство Герициевые / Hericiaceae
      1. Гериций коралловидный, ежевик коралловидный / Hericium coralloides (Fr.: Fr.) Pers.

  - Порядок Кантарелловые / Cantharellales
    - Семейство Клавариадельфовые / Clavariadelphaceae
      1. Клавариадельфус пестиковый, или рогатик пестиковый / Clavariadelphus pistillaris (L.: Fr.) Donk

  - Порядок Кортинариевые / Cortinariales
    - Семейство Паутинниковые / Cortinariaceae
      1. Паутинник фиолетовый / Cortinarius violaceus (L.: Fr.) S. F. Gray
      2. Феолепиота золотистая, чешуйчатка травяная / Phaeolepiota aurea (Matt.: Fr.) Maire [=Pholiota vahlii (Schum.) S. Peters.]

  - Порядок Пориевые / Poriales
    - Семейство Кориоловые / Coriolaceae
      1. Грифола зонтичная, трутовик разветвлённый, полипорус зонтичный / Grifola umbellata (Pers.: Fr.) Pila, t [=Polyporus umbellatus Fr.)

## ЦарствоРастения/ Plantae

### ОтделПлауновидные/ Lycopodiophyta
Класс Плауновые / Lycopodiopsida
- Семейство Баранцовые / Huperziaceae
  1. Баранец обыкновенный / Huperzia selago (L.) Bernh. ex Schrank et Mart.
- Семейство Плауновые / Lycopodiaceae
  1. Плаун топяной / Lycopodium inundatum L.

Класс Полушниковые / Isoëtopsida
- Семейство Полушниковые / Isoëtaceae
  1. Полушник озёрный / Isoëtes lacustris L.
  2. Полушник шиповатый / Isoëtes setacea Lam.

### ОтделХвощевидные/ Equisetophyta
Класс Хвощовые / Equisetopsida
- Семейство Хвощовые / Equisetaceae
  1. Хвощ камышевидный / Equisetum scirpoides Michx.

### ОтделПапоротниковидные/ Pteridophyta
Класс Настоящие Папоротники / Polypodiopsida
- Семейство Щитовниковые / Dryopteridaceae
  1. Многорядник Брауна / Polystichum braunii (Spenn.) Fe, е
- Семейство Кочедыжниковые / Athyriaceae
  1. Пузырник ломкий / Cystopteris fragilis (L.) Bernh.
- Семейство Ужовниковые / Ophioglossaceae
  1. Ужовник обыкновенный / Ophioglossum vulgatum L.
- Семейство Гроздовниковые / Botrychiaceae
  1. Гроздовник виргинский / Botrychium virginianum (L.) Sw.
  2. Гроздовник многораздельный / Botrychium multifidum (S. G. Gmel.) Rupr.

### ОтделПокрытосеменные, или Цветковые / Magnoliophyta, или Angiospermae

#### КлассЛилиопсиды, или Однодольные / Liliopsida, или Monocotyledones
- Семейство Ежеголовниковые / Sparganiaceae
  1. Ежеголовник злаковый / Sparganium gramineum Georgi
  2. Ежеголовник скученный / Sparganium glomeratum (Laest.) L. Neum.
- Семейство Рдестовые / Potamogetonaceae
  1. Рдест альпийский / Potamogeton alpinus Balb.
  2. Рдест длиннейший / Potamogeton praelongus Wulf.
  3. Рдест остролистный / Potamogeton acutifolius Link
  4. Рдест туполистный / Potamogeton obtusifolius Mert. et Koch
- Семейство Цанникеллиевые / Zannichelliaceae
  1. Цанникеллия болотная / Zannichellia palustris L.
- Семейство Наядовые / Najadaceae
  1. Наяда гибкая / Caulinia flexilis Wild.
- Семейство Ситниковидные / Juncaginaceae
  1. Триостренник морской / Triglochin maritimum L.
- Семейство Злаки / Graminea
  1. Гребенник обыкновенный / Cynosurus cristatus L.
  2. Коротконожка лесная / Brachypodium sylvaticum (Huds.) Beauv.
  3. Коротконожка перистая / Brachypodium pinnatum (L.) Beauv.
  4. Кострец Бенекена / Bromopsis benekenii (Lange) Holub [Bromus benekenii (Lange) Trimen.]
  5. Лерхенфельдия извилистая / Lerchenfeldia flexuosa (L.) Schur. [Deschampsia flexuosa (L.) Nees]
  6. Манник дубравный / Glyceria nemoralis (Uechtr.) Uechtr. et Koern.
  7. Манник литовский / Glyceria lithuanica (Gorski) Gorski
  8. Овсяница валисская, или типчак / Festuca valesiaca Gaudin
  9. Овсяница высокая / Festuca altissima All.
  10. Пырейник волокнистый / Elymus fibrosus (Schrenk) Tzvel. [Agropyron fibrosum (Schrenk) Cand.]
  11. Тонконог гребенчатый / Koeleria cristata (L.) Pers. [K. gracilis Pers.]
  12. Трищетинник желтоватый / Trisetum flavescens (L.) Beauv.
  13. Трищетинник сибирский / Trisetum sibiricum Rupr.
  14. Тростянка овсяницевидная / Scolochloa festucacea (Willd.) Link
  15. Цинна широколистная / Cinna latifolia (Trev.) Griseb.
- Семейство Осоковые / Cyperaceae
  1. Блисмус сжатый / Blysmus compressus (L.) Panz. ex Link
  2. Камыш Табернемонтана / Scirpus tabernaemontani C. C. Gmel.
  3. Клубнекамыш морской / Bolboschoenus maritimus (L.) Palla
  4. Осока береговая / Carex riparia Curt.
  5. Осока богемская, или сытевидная / Carex bohemica Schreb.
  6. Осока болотолюбивая / Carex heleonastes Ehrh.
  7. Осока вздутоносная / Carex rhynchophysa С. A. Mey.
  8. Осока волосистая / Carex pilosa Scop.
  9. Осока волосовидная / Carex capillaris L.
  10. Осока гвоздичная / Carex caryophyllea Latourr.
  11. Осока головчатая / Carex capitata L.
  12. Осока двудомная / Carex dioica L.
  13. Осока заливная / Carex irrigua (Wahl.) Smith ex Hoppe
  14. Осока лесная / Carex sylvatica Huds.
  15. Осока плевельная / Carex loliaceae L.
  16. Осока прямоколосая / Carex atherodes Spreng.
  17. Осока тонкоцветковая / Carex tenuiflora Wahl.
  18. Осока шариконосная / Carex pilulifera L.
  19. Очеретник белый / Rhynchospora alba (L.) Vahl.
  20. Пухонос альпийский / Baethryon alpinum (L.) Egor.
  21. Сыть бурая / Cyperus fuscus L.
- Семейство Ситниковые / Juncaceae
  1. Ситник Жерара / Juncus gerardii Lois.
- Семейство Лилейные / Liliaceae
  1. Гусиный лук красноватый / Gagea erubescens (Bess.) Schult. et Schult. fil.
  2. Купена многоцветковая / Polygonatum multiflorum (L.) All.
  3. Чемерица Лобеля / Veratrum lobelianum Bernh.
- Семейство Ирисовые / Iridaceae
  1. Ирис сибирский / Iris sibirica L.
- Семейство Орхидные / Orchidaceae
  1. Бровник одноклубневый / Herminium monorchis (L.) R. Br.
  2. Венерин башмачок крапчатый / Cypripedium guttatum Sw.
  3. Венерин башмачок настоящий / Cypripedium calceolus L.
  4. Гаммарбия болотная / Hammarbya paludosa (L.) Kuntze
  5. Гнездовка настоящая / Neottia nidus-avis (L.) Rich.
  6. Гудайера ползучая / Goodyera repens (L.) R. Br.
  7. Дремлик болотный / Epipactis palustris (L.) Crantz
  8. Дремлик широколистный / Epipactis helleborine (L.) Crantz
  9. Кокушник длиннорогий / Gymnadenia conopsea (L.) R. Br.
  10. Ладьян трехнадрезный / Corallorhiza trifida Chatel.
  11. Лосняк Лезеля / Liparis loeselii (L.) Rich.
  12. Любка двулистная, или ночная фиалка / Platanthera bifolia (L.) Rich.
  13. Любка зеленоцветковая / Platanthera chlorantha (Cust.) Reichb.
  14. Мякотница однолистная / Malaxis monophyllos (L.) Sw.
  15. Надбородник безлистный / Epipogium aphyllum (F. W. Schmidt) Sw.
  16. Неоттианта клобучковая / Neottianthe cucullata (L.) Schlechter.
  17. Офрис насекомоносная / Ophrys insectifera L.
  18. Пальчатокоренник кровавый / Dactylorhiza cruenta (O. F. Muell.) Soo
  19. Пальчатокоренник мясо-красный / Dactylorhiza incarnata (L.) Soo
  20. Пальчатокоренник пятнистый / Dactylorhiza maculata (L.) Soo
  21. Пальчатокоренник Траунштейнера / Dactylorhiza traunsteineri (Saut.) Soo
  22. Пальчатокоренник Фукса / Dactylorhiza fuchsii (Druce) Soo
  23. Пололепестник зеленый / Coeloglossum viride (L.) C. Hartm.
  24. Тайник сердцевидный / Listera cordata (L.) R. Br.
  25. Тайник яйцевидный / Listera ovata (L.) R. Br.
  26. Ятрышник шлемоносный / Orchis militaris L.

#### КлассМагнолиопсиды, или Двудольные / Magnoliopsida, или Dicotyledones
- Семейство Ивовые / Salicaceae
  1. Ива лопарская / Salix lapponum L.
  2. Ива черничная / Salix myrtilloides L.
- Семейство Берёзовые / Betulaceae
  1. Берёза карликовая / Betula nana L.
  2. Берёза приземистая / Betula humilis Schrank
- Семейство Ильмовые / Ulmaceae
  1. Вяз гладкий / Ulmus laevis Pall.
  2. Вяз голый, или шершавый / Ulmus glabra Huds.
- Семейство Портулаковые / Portulacaceae
  1. Монция ключевая / Montia fontana L.
- Семейство Гвоздичные / Caryophyllaceae
  1. Волдырник ягодный / Cucubalus baccifer L.
  2. Гвоздика песчаная / Dianthus arenarius L.
  3. Гвоздика Фишера / Dianthus fischeri Spreng.
  4. Дрёма двудомная, или дрёма лесная / Melandrium dioicum (L.) Coss. еt Germ. [Melandrium sylvestre (Schkuhr) Roehl.]
- Семейство Кувшинковые / Nymphaeaceae
  1. Кубышка малая / Nuphar pumila (Timm) DC.
  2. Кувшинка белая / Nymphaea alba L.
  3. Кувшинка чисто-белая / Nymphaea candida J. et C. Presl.
- Семейство Лютиковые / Ranunculaceae
  1. Борец Флёрова / Aconitum flerovii Steinb.
  2. Борец шерстистоусый / Aconitum lasiostomum Reichb.
  3. Ветреница алтайская / Anemone altaica Fisch. ex C. A. Mey.
  4. Ветреница дубравная / Anemone nemorosa L.
  5. Ветреница лесная / Anemone sylvestris L.
  6. Воронец красноплодный / Actaea erythrocarpa Fisch.
  7. Живокость высокая / Delphinium elatum L.
  8. Ломонос прямой / Clematis recta L.
  9. Лютик Гмелина / Ranunculus gmelinii DC.
  10. Лютик стелющийся / Ranunculus reptans L.
  11. Печёночница благородная, или перелеска / Hepatica nobilis Mill.
  12. Прострел раскрытый, или сон-трава / Pulsatilla patens (L.) Mill.
- Семейство Крестоцветные / Cruciferae
  1. Чесночница черешковая / Alliaria petiolata (Bieb.) Cavara et Grande
  2. Шилолистник водяной / Subularia aquatica L.
- Семейство Росянковые / Droseraceae
  1. Росянка английская / Drosera anglica Huds.

Семейство Толстянковые / Crassulaceae
- 1. Молодило побегоносное / Jovibarba sobolifera (J. Sims) Opiz
- Семейство Камнеломковые / Saxifragaceae
  1. Камнеломка болотная, или царские очи / Saxifraga hirculus L.
- Семейство Розоцветные / Rosaceae
  1. Земляника зелёная, или луговая клубника / Fragaria viridis Duch.
  2. Земляника мускусная, или лесная клубника / Fragaria moschata Duch.
  3. Куманика / Rubus nessensis W. Hall
  4. Малина арктическая, или поленика, или княженика / Rubus arcticus L.
  5. Малина хмелелистная / Rubus humulifolius C. A. Mey.
- Семейство Бобовые / Fabaceae
  1. Клевер земляничный / Trifolium fragiferum L.
  2. Чина болотная / Lathyrus palustris L.
- Семейство Гераниевые / Geraniaceae
  1. Герань Роберта / Geranium robertianum L.
- Семейство Молочайные / Euphorbiaceae
  1. Молочай Бородина / Euphorbia borodinii Sambuk
- Семейство Водяниковые / Empetraceae
  1. Водяника чёрная, или вороника, или шикша / Empetrum nigrum L.
- Семейство Фиалковые / Violaceae
  1. Фиалка персиколистная, или фиалка прудовая / Viola persicifolia Schreb. (V. stagnina Kit.)
  2. Фиалка топяная / Viola uliginosa Bess.
- Семейство Кипрейные / Onagraceae
  1. Двулепестник парижский / Circaea lutetiana L.
- Семейство Зонтичные / Umbelliferaceae
  1. Бутень душистый / Chaerophyllum aromaticum L.
  2. Бутень клубненосный / Chaerophyllum bulbosum L.
  3. Гирчовник татарский / Conioselinum tataricum Hoffm.
  4. Дудник болотный / Angelica palustris (Bess.) Hoffm.
  5. Жгун-корень сомнительный, или кадения сомнительная / Cnidium dubium (Schkuhr) Thell. [Kadenia dubia (Schkuhr) Lavrova et V. Tuchom.]
  6. Подлесник европейский / Sanicula europaea L.
- Семейство Грушанковые / Pyrolaceae
  1. Грушанка средняя / Pyrola media Sw.
  2. Зимолюбка зонтичная / Chimaphila umbellata (L.) W. Barton.
- Семейство Вересковые / Ericaceae
  1. Клюква мелкоплодная / Oxycoccus microcarpus Turcz. еx Rupr.
  2. Толокнянка обыкновенная, или медвежья ягода / Arctostaphylos uva-ursi (L.) Spreng.
- Семейство Первоцветные / Primulaceae
  1. Турча болотная / Hottonia palustris L.
- Семейство Маслинные / Oleaceae
  1. Ясень обыкновенный, или высокий / Fraxinus excelsior L.
- Семейство Горечавковые / Gentianaceae
  1. Горечавка крестовидная / Gentiana cruciata L.
  2. Горечавка лёгочная / Gentiana pneumonanthe L.
  3. Золототысячник обыкновенный / Centaurium erythraea Rafn.
- Семейство Ластовневые / Asclepiadaceae
  1. Ластовень лекарственный / Antitoxicum officinale (Moench) Pobed.
- Семейство Бурачниковые / Boraginaceae
  1. Воробейник лекарственный / Lithospermum officinale L.
- Семейство Губоцветные / Labiatae
  1. Змееголовник Рюйша / Dracocephalum ruyschiana L.
  2. Шлемник копьелистный / Scutellaria hastifolia L.
- Семейство Норичниковые / Scrophulariaceae
  1. Вероника широколистная / Veronica teucrium L.
  2. Коровяк метельчатый / Verbascum lychnitis L.
  3. Коровяк чёрный / Verbascum nigrum L.
  4. Марьянник гребенчатый, или петушиный гребешок / Melampyrum cristatum L.
  5. Мытник Кауфмана / Pedicularis kaufmannii Pinzg.
  6. Мытник скипетровидный / Pedicularis sceptrum-carolinum L.
  7. Петров крест чешуйчатый / Lathraea squamaria L.
- Семейство Пузырчатковые / Lentibulariaceae
  1. Пузырчатка малая / Utricularia minor L.
  2. Пузырчатка промежуточная / Utricularia intermedia Hayne
  3. Пузырчатка южная / Utricularia australis R. Br.
- Семейство Жимолостные / Caprifoliaceae
  1. Жимолость Палласа / Lonicera pallasii Lebed.
- Семейство Колокольчиковые / Campanulaceae
  1. Колокольчик болонский / Campanula bononiensis L.
  2. Колокольчик олений / Campanula cervicaria L.
  3. Колокольчик рапунцелевидный / Campanula rapunculoides L.
  4. Колокольчик сибирский / Campanula sibirica L.
- Семейство Сложноцветные / Compositae
  1. Белокопытник гибридный / Petasites hybridus (L.) Gaertn., Mey. et Scherb.
  2. Белокопытник холодный, угловатый / P. frigidus (L.) Fr.
  3. Бузульник Лидии / Ligularia lydiae Minder.
  4. Крестовник приречный / Senecio fluviatilis Wallr.
  5. Недоспелка копьелистная, или какалия копьевидная / Cacalia hastata L.
  6. Посконник коноплёвый / Eupatorium cannabinum L.
  7. Скерда сибирская / Crepis sibirica L.
  8. Скерда тупоконечная / Crepis praemorsa (L.) Tausch
  9. Солонечник русский / Galatella rossica Novopokr.

## ЦарствоЖивотные/ Animalia

### КлассНасекомые/ Insecta

#### ОтрядСетчатокрылые/ Neuroptera
- Семейство Муравьиные львы / Myrmeleontidae
  1. Обыкновенный муравьиный лев / Myrmeleon formicarius Linnaeus.
- Семейство Гемеробииды / Hemerobiidae
  1. Листокрыл / Drepanopteryx phalaenoides (Linnaeus).

#### ОтрядЧешуекрылые, или Бабочки / Lepidoptera
- Семейство Слизневидки, или Бабочки-мокрицы / Limacodidae
  1. Бабочка-ослик / Heterogenea asella (Denis & Schiffermuller).
- Семейство Пестрянки / Zygaenidae
  1. Пестрянка сливовая / Rhagades pruni (Denis & Schiffermuller).
- Семейство Листовертки / Tortricidae
  1. Аклерис лакордариана / Acleris lacordariana (Duponchel).
  2. Аргироплоце арбутелла / Argyroploce arbutella (Linnaeus).
  3. Эпинотия толокнянковая / Epinotia nemorivaga (Tengstrom).
- Семейство Пальцекрылки / Pterophridae
  1. Пальцекрылка разнопалая / Pselnophorus heterodactyla (Muller).
- Семейство Окончатые мотыльки / Thyrididae
  1. Мотылёк окончатый / Thyris fenestrella (Scopoli).
- Семейство Коконопряды / Lasiocampidae
  1. Серый выемчатокрылый коконопряд / Phyllodesma ilicifolia (Linnaeus).
- Семейство Павлиноглазки, или Сатурнии / Saturniidae
  1. Малая сатурния, или малый ночной павлиний глаз / Saturnia pavonia (Linnaeus).
- Семейство Бражники, или Сфинксы / Sphingidae
  1. Бражник слепой / Smerinthus caecus Menetries.
- Семейство Толстоголовки / Hesperiidae
  1. Разнокрылка морфей / Hetepopterus morpheus (Pallas).
- Семейство Кавалеры, или Парусники / Papilionidae
  1. Аполлон обыкновенный / Parnassius apollo (Linnaeus).
  2. Аполлон чёрный, или Мнемозина / Parnassius mnemosyne (Linnaeus).
- Семейство Белянки / Pieridae
  1. Торфяниковая желтушка / Colias palaeno (Linnaeus).
- Семейство Голубянки / Lycaenidae
  1. Червонец голубоватый / Lycaena helle (Denis & Schiffermuller).
  2. Червонец альцирон / L. alciphron (Rottemburg).
  3. Голубянка карликовая / Cupido minimus (Fuessly).
  4. Голубянка арион / Maculinea arion (Linnaeus).
  5. Голубянка алексис / Glaucopsyche alexis (Poda).
  6. Голубянка идас / Plebeius idas (Linnaeus).
  7. Голубянка торфяниковая / Plebeius optilete (Knoch).
  8. Голубянка бурая, или агестис / Aricia agestis (Denis & Schiffermuller).
  9. Голубянка викрама / Pseudophilotes vicrama (Moore).
- Семейство Многоцветницы, или Нимфалиды / Nymphalidae
  1. Перламутровка болотная, или эуномия / Boloria eunomia (Esper).
  2. Перламутровка фиалковая, или эфросина / Boloria euphrosyne (Linnaeus).
  3. Перламутровка красивая, или титания / Boloria titania (Esper).
  4. Перламутровка северная / Boloria aguilonaris (Stichel).
  5. Многоцветница чёрно-рыжая / Nymphalis xanthomelas (Esper)
  6. Многоцветница V-белое / Nymphalis vaualbum (Denis & Schiffermuller).
  7. Шашечница матурна / Euphydryas maturna (Linnaeus).
  8. Шашечница авриния / Euphydryas aurinia (Rottemburg).
  9. Шашечница цинксия / Melitaea cinxia (Linnaeus).
  10. Шашечница феба / Melitaea phoebe (Denis & Schiffermuller).
  11. Шашечница аврелия / Melitaea aurelia Nickerl.
- Семейство Бархатницы, или Сатиры / Satyridae
  1. Крупноглазка, или краеглазка печальная / Lopinga achine (Scopoli).
  2. Сенница болотная / Coenonympha tullia (Muller).
  3. Сенница скрытная, или аркания / Coenonympha arcania (Linnaeus).
  4. Сенница боровая / Coenonympha hero (Linnaeus).
  5. Боровой сатир, или семела / Hipparchia semele (Linnaeus).
- Семейство Эпиплемиды / Epiplemidae
  1. Эверсманния экзорната, или эпиплема экзорната / Eversmannia exornata (Eversmann).
- Семейство Пяденицы / Geometridae
  1. Весенница осиновая / Archiearis notha (Hubner).
- Семейство Совки / Noctuidae
  1. Стрельчатка пятнистая / Panthea coenobita (Esper).
  2. Ксиломойя ретинакс / Xylomoia retinax (Mikkola).
  3. Малиновая орденская лента / Catocala sponsa (Linnaeus).
  4. Орденская лента неверная / Catocala adultera Menetries.
- Семейство Медведицы / Arctiidae
  1. Медведица жёлтая / Arctia flavia (Fuessly).
  2. Медведица сельская / Arctia villica (Linnaeus).

#### ОтрядЖуки/ Coleoptera
- Семейство Скакуны / Cicindelidae
  1. Скакун лесной / Cicindela silvatica Linnaeus.
  2. Скакун германский / Cicindela germanica Linnaeus.
- Семейство Жужелицы / Carabidae
  1. Жужелица блестящая / Carabus nitens Linnaeus.
  2. Жужелица золотоямчатая / Carabus clathratus Linnaeus.
  3. Жужелица морщинистая / Carabus coriaceus Linnaeus.
  4. Жужелица Менетрие / Carabus menetriesi Faldermann.
  5. Красотел исследователь / Calosoma investigator (Illiger).
  6. Плотинник жёлтый / Nebria livida (Linnaeus).
  7. Птеростих блестяще-черный / Pterostichus aterrimus (Herbst).
  8. Тускляк Яковлева / Amathitis jakowlewi (Tschitscherin).
- Семейство Плавунцы / Dytiscidae
  1. Плавунец широчайший / Dytiscus latissimus (Linnaeus).
  2. Плавунец лапландский / Dytiscus lapponicus Gyllenhal.
- Семейство Карапузики / Histeridae
  1. Карапузик-плоскуша / Hololepta plana (Sulzer).
- Семейство Рогачи / Lucanidae
  1. Рогачик берёзовый, или скромный / Ceruchus chrysomelinus (Hochenwarth).
- Семейство Пластинчатоусые / Scarabaeidae
  1. Навозник весенний / Geotrupes vernalis (Linnaeus).
  2. Навозник подвижнорогий / Odontaeus armiger (Scopoli).
  3. Афодий двупятнистый / Aphodius bimaculatus (Laxmann).
  4. Бронзовка мраморная / Liocola marmorata (Fabricius).
- Семейство Златки / Buprestidae
  1. Златка большая сосновая / Chalcophora mariana (Linnaeus).
  2. Златка бронзовая дубовая / Chrysobothris affinis (Fabricius).
- Семейство Усачи / Cerambycidae
  1. Усач кожевник, дровосек кожевник / Prionus coriarius (Linnaeus).
  2. Усач косматогрудый, дровосек косматогрудый / Tragosoma depsarium (Linnaeus)
  3. Пахита ламед / Pachyta lamed (Linnaeus).
  4. Эводин северный / Evodinus borealis (Gyllenhal).
  5. Усач лептура красногрудая / Macroleptura thoracica (Creutzer).
  6. Усач Хербста / Chlorophorus herbstii (Brahm).

#### ОтрядПерепончатокрылые/ Hymenoptera
- Семейство Булавоусые пилильщики / Cimbicidae
  1. Пилильщик булавоусый Тачановского / Praia taczanovskii Andre.

### КлассКруглоротые/ Cyclostomata
Отряд Миноги / Petromyzoniformes
- Семейство Миноговые / Petromyzontidae
  1. Европейская ручьевая минога / Lampetra planeri (Bloch).

### КлассКостные рыбы/ Osteichthyes
Отряд Осетрообразные / Acipenseriformes
- Семейство Осетровые / Acipenseridae
  1. Стерлядь / Acipenser ruthenus Linnaeus.
- Семейство Сиговые / Coregonidae
  1. Переславская ряпушка / Coregonus albula pereslavicus Borisov.

Отряд Лососеобразные / Salmoniformes
- Семейство Хариусовые / Thymallidae
  1. Европейский хариус, обыкновенный хариус / Thymallus thymallus (Linnaeus).

Отряд Карпообразные / Cypriniformes
- Семейство Карповые / Cyprinidae
  1. Белоглазка / Abramis sapa Pallas.
  2. Линь / Tinca tinca Linnaeus.

Отряд Окунеобразные / Perciformes
- Семейство Окуневые / Percidae
  1. Бёрш / Stizostedion volgense Gmelin.

### КлассЗемноводные/ Amphibia
Отряд Бесхвостые / Anura
- Семейство Чесночницы / Pelobatidae
  1. Чесночница обыкновенная / Pelobates fuscus Laurenti.
- Семейство Круглоязычные / Discoglossidae
  1. Жерлянка краснобрюхая / Bombina bombina Linnaeus.
- Семейство Жабовые / Bufonidae
  1. Жаба зелёная / Bufo viridis Laurenti.

### КлассПресмыкающиеся/ Reptilia
Отряд Змеи / Serpentes
- Семейство Ужеобразные / Colubridae
  1. Медянка обыкновенная / Coronella austriaca Laurenti.

### КлассПтицы/ Aves
Отряд Гагарообразные / Gaviiformes
- Семейство Гагаровые / Gaviidae
  1. Европейская чернозобая гагара / Gavia arctica arctica (Linnaeus).

Отряд Поганкообразные / Podicipediformes
- Семейство Поганковые / Podicipedidae
  1. Черношейная поганка / Podiceps nigricollis C. L. Brehm.
  2. Красношейная поганка / Podiceps auritus (Linnaeus).
  3. Серощёкая поганка / Podiceps grisegena (Boddaert).

Отряд Аистообразные / Ciconiiformes
- Семейство Цаплевые / Ardeidae
  1. Малая выпь / Ixobrychus minutus (Linnaeus).
- Семейство Аистовые / Ciconiidae
  1. Белый аист / Ciconia ciconia (Linnaeus).
  2. Чёрный аист / Ciconia nigra (Linnaeus).

Отряд Гусеобразные / Anseriformes
- Семейство Утиные / Anatidae
  1. Серый гусь / Anser anser (Linnaeus).
  2. Пискулька / Anser erythropus (Linnaeus).
  3. Лебедь-шипун / Cygnus olor (Gmelin).
  4. Лебедь-кликун / Cygnus cygnus (Linnaeus).
  5. Серая утка / Anas strepera Linnaeus.
  6. Белоглазая чернеть / Aythya nyroca (Guldenstadt).
  7. Луток / Mergus albellus Linnaeus.
  8. Большой крохаль / Mergus merganser Linnaeus.

Отряд Соколообразные / Falconiformes
- Семейство Скопиные / Pandionidae
  1. Скопа / Pandion haliaetus (Linnaeus).
- Семейство Ястребиные / Accipitridae
  1. Обыкновенный осоед / Pernis apivorus (Linnaeus).
  2. Полевой лунь / Circus cyaneus (Linnaeus).
  3. Луговой лунь / Circus pygargus (Linnaeus).
  4. Змееяд / Circaethus gallicus (Gmelin).
  5. Большой подорлик / Aquila clanga Pallas.
  6. Малый подорлик / Aquila pomarina (C. L. Brehm).
  7. Беркут / Aquila chrysaetos (Linnaeus).
  8. Орлан-белохвост / Haliaeetus albicilla (Linnaeus).
- Семейство Соколиные / Falconidae
  1. Сапсан / Falco peregrinus Tunstall.
  2. Кобчик / Falco vespertinus Linnaeus.

Отряд Курообразные / Galliformes
- Семейство Тетеревиные / Tetraonidae
  1. Среднерусская белая куропатка / Lagopus lagopus rossicus Serebrowsky.
- Семейство Фазановые / Phasianidae
  1. Серая куропатка / Perdix perdix (Linnaeus).

Отряд Журавлеобразные / Gruiformes
- Семейство Журавлиные / Gruidae
  1. Серый журавль / Grus grus (Linnaeus).
- Семейство Пастушковые / Rallidae
  1. Пастушок / Rallus aquaticus Linnaeus.
  2. Малый погоныш / Porzana parva (Scopoli).

Отряд Ржанкообразные / Charadriiformes
- Семейство Кулики-сороки / Haematopodidae
  1. Кулик-сорока (материковый подвид) / Haematopus ostralegus longipes Buturlin.
- Семейство Бекасовые / Scolopacidae
  1. Фифи / Tringa glareola Linnaeus.
  2. Мородунка / Xenus cinereus (Guldenstadt).
  3. Гаршнеп / Lymnocryptes minimus (Brunnich).
  4. Дупель / Gallinago media (Latham).
  5. Большой кроншнеп / Numenius arquata (Linnaeus).
  6. Средний кроншнеп / Numenius phaeopus (Linnaeus).
  7. Большой веретенник / Limosa limosa (Linnaeus).
- Семейство Чайковые / Laridae
  1. Серебристая чайка / Larus argentatus Pontoppidan.
  2. Белокрылая крачка / Chlidonias leucopterus (Temminck).
  3. Малая крачка / Sterna albifrons Pallas.

Отряд Голубеобразные / Columbiformes
- Семейство Голубиные / Columbidae
  1. Клинтух / Columba oenas Linnaeus.
  2. Кольчатая горлица / Streptopelia decaocto (Frivaldszky).

Отряд Кукушкообразные / Cuculiformes
- Семейство Кукушковые / Cuculidae
  1. Глухая кукушка / Cuculus saturatus Blyth.

Отряд Совообразные / Strigiformes
- Семейство Совиные / Strigidae
  1. Филин / Bubo bubo (Linnaeus).
  2. Болотная сова / Asio flammeus (Pontoppidan).
  3. Сплюшка / Otus scops (Linnaeus).
  4. Мохноногий сыч / Aegolius funereus (Linnaeus).
  5. Воробьиный сыч / Glaucidium passerinum (Linnaeus).
  6. Бородатая неясыть / Strix nebulosa Forster.

Отряд Ракшеобразные / Coraciiformes
- Семейство Сизоворонковые / Coraciidae
  1. Сизоворонка / Coracias garrulus Linnaeus.
- Семейство Зимородковые / Alcedinidae
  1. Обыкновенный зимородок / Alcedo atthis (Linnaeus).

Отряд Дятлообразные / Piciformes
- Семейство Дятловые / Picidae
  1. Зелёный дятел / Picus viridis Linnaeus.
  2. Седой дятел / Picus canus Gmelin.
  3. Белоспинный дятел / Dendrocopos leucotos (Bechstein).
  4. Трёхпалый дятел / Picoides tridactylus (Linnaeus).

Отряд Воробьинообразные / Passeriformes
- Семейство Жаворонковые / Alaudidae
  1. Лесной жаворонок / Lullula arborea (Linnaeus).
- Семейство Трясогузковые / Motacillidae
  1. Луговой конёк / Anthus pratensis (Linnaeus).
- Семейство Сорокопутовые / Lanidae
  1. Обыкновенный серый сорокопут / Lanius excubitor excubitor Linnaeus.
- Семейство Врановые / Corvidae
  1. Кукша / Perisoreus infaustus (Linnaeus).
  2. Европейская кедровка / Nucifraga caryocatactes caryocatactes (Linnaeus).
- Семейство Славковые / Sylviidae
  1. Тростниковая камышовка / Acrocephalus scirpaceus (Hermann).
  2. Дроздовидная камышовка / Acrocephalus arundinaceus (Linnaeus).
  3. Северная бормотушка / Hippolais calligata (Lichtenstein).
  4. Ястребиная славка / Sylvia nisoria (Bechstein).
- Семейство Мухоловковые / Muscicapidae
  1. Чёрный дрозд / Turdus merula (Linnaeus).
  2. Деряба / Turdus viscivorus Linnaeus.
- Семейство Синицевые / Paridae
  1. Московка / Parus ater Linnaeus.
  2. Европейская белая лазоревка / Parus cyanus cyanus Pallas.
- Семейство Вьюрковые / Fringillidae
  1. Вьюрок / Fringilla montifringilla Linnaeus.
  2. Обыкновенная чечётка / Acanthis flammea (Linnaeus).
- Семейство Овсяниковые / Emberizidae
  1. Овсянка-ремез / Emberiza rustica Pallas.
  2. Дубровник / Emberiza aureola Pallas.
  3. Садовая овсянка / Emberiza hortulana Linnaeus.

### КлассМлекопитающие/ Mammalia
Отряд Насекомоядные / Insectivora
- Семейство Кротовые / Talpidae
  1. Русская выхухоль / Desmana moschata (Linnaeus).

Отряд Грызуны / Rodentia
- Семейство Соневые / Gliridae
  1. Садовая соня / Eliomys quercinus (Linnaeus).
- Семейство Мышовковые / Zapodidae
  1. Лесная мышовка / Sicista betulina (Pallas).
- Семейство Мышиные / Muridae
  1. Желтогорлая мышь / Apodemus flavicollis (Melchior).
- Семейство Хомяковые / Cricetidae
  1. Обыкновенный хомяк / Cricetus cricetus (Linnaeus).

Отряд Рукокрылые / Chiroptera
- Семейство Гладконосые летучие мыши / Vespertilionidae
  1. Бурый ушан / Plecotus auritus (Linnaeus).
  2. Северный кожанок / Eptesicus nilssoni (Keyserling, Blasius).

Отряд Хищные / Carnivora
- Семейство Куньи / Mustelidae
  1. Северная европейская норка / Mustela lutreola lutreola (Linnaeus).
- Семейство Кошачьи / Felidae
  1. Рысь / Felis lynx (Linnaeus).

Отряд Парнокопытные / Artiodactyla
- Семейство Оленевые / Cervidae
  1. Северный олень / Rangifer tarandus (Linnaeus).